# Patalene complanata
Patalene complanata är en fjärilsart som beskrevs av W. Warren 1895. Patalene complanata ingår i släktet Patalene och familjen mätare. Inga underarter finns listade i Catalogue of Life.